# Årjäng
Årjäng är en tätort i Silbodals distrikt i Värmlands län och centralort i Årjängs kommun. Årjäng ligger i sydvästra Värmland vid Västra Silens norra strand längs med E18, 100 kilometer väster om Karlstad och 30 kilometer från gränsen mellan Norge och Sverige.

## Etymologi
År 1540 skrevs namnet Argenge. Detta ord har fornsvenskt genitiv av å, vilket syftar på Silbodalsälven. Morfemet gänge syftar på "gångväg" (över ån).

## Historia
Den trakt Årjäng och Årjängs kommun tillhör ingår i de djupa skogsbygder som med sina otaliga sjöar och forsar ingår i det svensk-norska gränslandet. Den isländske historikern Snorre Sturlasson beskrev på 1200-talet dessa bygder som orter styrda av troll och häxor, ett ställe där gott folk borde undvika att göra onödiga stopp.    

### Administrativa tillhörigheter
Årjäng var och är kyrkby i Silbodals socken och ingick efter kommunreformen 1862 i Silbodals landskommun där Årjängs municipalsamhälle inrättades 17 oktober 1924. Årjängs köping bildades 1941 genom en utbrytning av samhället och dess municipalsamhälle. 1952 uppgick resten av landskommunen i köpingskommunen som sedan 1971 uppgick i Årjängs kommun där Årjäng sedan dess är centralort.
I kyrkligt hänseende har orten alltid hört till Silbodals församling.
Orten ingick till 1970 i Nordmarks tingslag. Från 1971 till 2005 ingick Årjäng i Arvika domsaga och sedan 2005 ingår orten i Värmlands domsaga.

### Befolkningsutveckling
| Befolkningsutvecklingen i Årjäng 1960–2020 | Befolkningsutvecklingen i Årjäng 1960–2020 | Befolkningsutvecklingen i Årjäng 1960–2020 | Befolkningsutvecklingen i Årjäng 1960–2020 | Befolkningsutvecklingen i Årjäng 1960–2020 |
| ------------------------------------------ | ------------------------------------------ | ------------------------------------------ | ------------------------------------------ | ------------------------------------------ |
|                                            |                                            |                                            |                                            |                                            |
| År                                         |                                            |                                            | Folkmängd                                  | Areal (ha)                                 |
| 1960                                       | 1960                                       |                                            | 1 675                                      |                                            |
| 1965                                       | 1965                                       |                                            | 1 844                                      |                                            |
| 1970                                       | 1970                                       |                                            | 2 171                                      |                                            |
| 1975                                       | 1975                                       |                                            | 2 596                                      |                                            |
| 1980                                       | 1980                                       |                                            | 3 008                                      |                                            |
| 1990                                       | 1990                                       |                                            | 3 258                                      | 407                                        |
| 1995                                       | 1995                                       |                                            | 3 299                                      | 407                                        |
| 2000                                       | 2000                                       |                                            | 3 224                                      | 411                                        |
| 2005                                       | 2005                                       |                                            | 3 172                                      | 411                                        |
| 2010                                       | 2010                                       |                                            | 3 228                                      | 410                                        |
| 2015                                       | 2015                                       |                                            | 3 302                                      | 455                                        |
| 2020                                       | 2020                                       |                                            | 3 417                                      | 465                                        |
|                                            |                                            |                                            |                                            |                                            |

## Näringsliv
Årjäng har stor Norge-handel, även om den geografiskt ligger 30 km från norska gränsen. Många arbetar också i Norge.
Årjängs Travbana bidrar också med ett flertal arbetstillfällen.

### Bankväsende
Wermlands enskilda bank hade ett kontor i Årjäng på 1870-talet, men det drogs in år 1880. Wermlandsbanken återkom den 16 mars 1904. Vid 1920-talets början hade både Svenska lantmännens bank och Göteborgs bank etablerat sig i Årjäng. Lantmannabanken uppgick i Jordbrukarbanken, vars kontor på orten år 1937 övertogs av Wermlandsbanken. Under 1900-talet etablerade sig Handelsbanken i Årjäng.
Årjäng hade även ett sparbankskontor, tillhörande Länssparbanken Värmland. Denna bank uppgick senare i Swedbank, som på 2000-talet överlät kontoret i Årjäng till Westra Wermlands sparbank.
Nordea stängde kontoret i Årjäng den 31 maj 2016. Därefter fanns sparbanken och Handelsbanken kvar på orten.

## Evenemang
Årjängs marknad, Allsköns musik och Hästkrafthelgen är återkommande evenemang.

## Sevärdheter
Årjäng är känt för statyn "Årjängstrollet" som tidigare stod på torget i centrum av orten. I sin famn håller trollet en balkong på vilken många kända artister uppträtt, till exempel Thore Skogman. I Årjäng finns också en skulpturpromenad "Tre kilometer skulptur" där bland annat en skulptur till den kände filmregissören Victor Sjöströms ära finns med. Promenaden består av tio konstverk, där de två första finns placerade på Claras torg, resterande är placerade längs med Storgatan och sedan mot Kyrkeruds folkhögskola.
På orten finns också Årjängs travbana. Vid travbanan finns sedan 1998 Nordiska travmuseet som visar hästens hela historia.
Orten Årjäng kan också uppvisa ett nytt hotell med bowlingbana, Systembolag och flera restauranger, samt "Sommarvik", en campingplats. Kyrkeruds folkhögskola, känd för att utbilda goda bild- och formkonstnärer, finns också i närheten.
Distriktets otaliga sjöar och forsar ingår i slussystemet Dalslands kanal.

## Kända personer från Årjäng
- Anders Lindbäck, kyrkoherde och seriemördare, verksam i Årjäng
- Birger Furugård, ledare för Svenska nationalsocialistiska partiet